# 김장준 (야구인)
김장준(1982년 5월 11일 ~ )은 서울고등학교 출신의 전 SK 와이번스, LG 트윈스 투수다.

## SK 와이번스 시절
2001년 지명되어 입단했으며, 2003년 중간계투로 데뷔했다. 그 해 8경기 1홀드 6.23의 평균자책점을 기록했다. 그 후로 1군에 등판하지 못하다가 LG 트윈스로 이적했다.

## LG 트윈스 시절
2005년 입단했다. 패전조로 뛰며 4경기 7.00의 평균자책점을 기록했다.

## 경찰 야구단 시절
2005년 12월에 창단멤버로 입단했다.

## 등번호
- 67 (2003~2004)
- 70 (2005)

## 같이 보기
- 2003년 SK 와이번스 시즌
- 2005년 LG 트윈스 시즌